# Danilo Stojković
Pour les articles homonymes, voir Stojković.
Danilo Stojković (en serbe cyrillique : Данило Стојковић), communément surnommé Bata (Бата), né à Belgrade (Royaume de Yougoslavie) le 11 août 1934 et mort dans cette ville le 16 mars 2002, est un acteur serbe.

## Filmographie partielle

### Au cinéma
- 1970 : Lilika de Branko Plesa
- 1972 : Le Maître et Marguerite d'Aleksandar Petrovic
- 1976 : Beach Guard in Winter (Cuvar plaze u zimskom periodu) de Goran Paskaljević
- 1977 : The Dog Who Loved Trains (Pas koji je voleo vozove) de Goran Paskaljević
- 1980 : Traitement spécial de Goran Paskaljević
- 1982 : Qui chante là-bas ? (Ko to tamo peva)  de Slobodan Šijan
- 1984 : L'Espion des Balkans de Dušan Kovačević
- 1984 : Mes amours de 68 (Varljivo leto '68) de Goran Paskaljević
- 1989 : Le Temps des miracles (Vreme čuda) de Goran Paskaljević
- 1995 : Tragédie burlesque de Goran Marković

## Distinctions
- 1990 : Statuette de Joakim Vujić